# Cyrtodactylus condorensis
Espèce
Synonymes
- Gymnodactylus condorensis Smith, 1921

Cyrtodactylus condorensis est une espèce de geckos de la famille des Gekkonidae.

## Répartition
Cette espèce est endémique de Côn Son dans les Côn Đảo dans la province de Bà Rịa-Vũng Tàu au Viêt Nam.

## Étymologie
Son nom d'espèce, composé de condor et du suffixe latin -ensis, « qui vit dans, qui habite », lui a été donné en référence au lieu de sa découverte : Pulo Condore, l'ancien nom de Côn Son.

## Publication originale
- Smith, 1921 "1920" : Reptiles and Batrachians collected on Pulo Condore. Journal of the Natural History Society of Siam, vol. 4, p. 93-97 (texte intégral).